# 森氏红淡比
森氏紅淡比（学名：Cleyera japonica var. morii (Yamamoto）是五列木科、紅淡比屬、紅淡比下的一個變種，常綠喬木。紅淡比原生於日本、臺灣、中國、緬甸、尼泊爾、印度北部的溫暖地區 （页面存档备份，存于），而森氏紅淡比是臺灣特有變種。紅淡比是常綠橡木林中第二層的常見樹種，在日本神道中被視為神聖的植物，也是神社中的常見樹種。

## 形態
高度可達10公尺，單葉互生，無托葉，葉片6-10公分長，卵形，先端鈍圓、圓或微凸，葉全緣，表面光滑，革質，近軸面深綠色有光澤，遠軸面黃綠色，側脈不明顯，葉柄有深溝。樹皮光滑，是深紅褐色。花朵小型具香氣，鮮奶油白，具初夏開放。兩性花，簇生於葉腋；花萼5枚；花瓣5枚，與雄蕊交錯；雄蕊多數；雌蕊1枚，子房上位，無被毛，3心皮，中軸胎座，胚珠多數。漿果為球形，紅色，成熟後變黑，內含多種子。 （页面存档备份，存于） （页面存档备份，存于）

## 用途
紅淡比的木材可用於器皿用具（尤其是梳子）、建材、以及燃料，並廣泛種植於花園、公園、和神社中。
紅淡比在日本神道信仰中，是神聖的樹，另外還有其他常綠樹木如檜木、被稱為"kansugi(神杉)"的柳杉。傳統的神社常由神木圍繞，而在祭神儀式中，會出現紅淡比的枝條以"紙垂(shide （页面存档备份，存于）)"裝飾後做成的"玉串(tamagushi （页面存档备份，存于）)"。

## 名稱背景
紅淡比的英名和日名為"sakaki"，在漢字寫作"榊"，也就是神木、神聖之樹的意思。詞典編纂者Michael Carr寫道：
現代的日本將sakaki寫作"榊"，這個字具有雙重的特殊縮寫。這個字屬於国字，意指日本本土產生的漢字，而非由中國文字直接借來。漢字和国字在日語中只佔了少數。首先，"榊"這個字是"木"和"神"的合寫，對比另一種融合產生的語語則是"神木"。再來，"榊"屬於国字，而国字通常用於出現在日本、而沒有出現在中國的動植物。 (1995:11)
"Sakaki"，也就是"榊"，的名稱首次出現於"今昔物語集"(12世紀)，但有兩篇8世紀的文本則稱之為"賢木"(古事記)和"坂木"(日本書紀)。源式物語第十章的標題就是"賢木"，即"Sakaki"。此章名來自這段內容：
「可以讓我上這邊迴廊坐一會兒吧？」源氏之君逕自上來端坐在那兒。此時月華皎潔，烘托出他那一身優雅的裝扮和高貴的氣質，真箇是世所稀有，無與倫比啊。疏遠既久，如今再來巧言逞辯，委實有些教人赧顏，故而折來一些賢木，順手推入簾中，說道：「我心之不變，就像這賢木的葉色常青，所以今宵才不辭辛勞，越過神社齋垣，來此相訪。怎料你竟這般見外呢！」
　　神垣內兮豈有杉
　　既無目標亦無樹
　　誤將賢木兮來相銜
女方如此詠歌。源氏之君也答詠道：
　　傳芬芳兮賢之葉
　　慕少女子遂此行
　　折枝之情兮卿當接
此地是神聖處所，雖多少有所介意，源氏之君仍然冒失地竄入簾中，將身子斜倚在長板上。

(林文月譯)
將sakaki寫作"榊"的詞源尚不明暸。語言學家一致同意，字尾"-ki"來自"樹"。而兩個最有可能的來源則是："sakae-ki"("栄樹"，即常綠樹木)，或者"sakai-ki"(境樹)。Carr依日本傳統和古聲韻學，支特後者的說法。

## 扩展阅读
- 維基物種上的相關：森氏红淡比